# チャルチャン空港
チャルチャン空港（－くうこう）又は且末空港（しょまつくうこう）は中華人民共和国新疆ウイグル自治区バインゴリン・モンゴル自治州チャルチャン県に位置する空港。チャルチャン市街中心から1.2km離れている。

## 沿革
- 1978年 - 建設[4]
- 1998年9月 - 拡張工事を行う為に使用停止[4]
- 2000年1月 - 拡張工事が完成し、3Cに昇格[4]
- 新滑走路、新ターミナルビルを建設する計画を有す。[5]

## 就航航空会社と就航路線
- 中国南方航空 - コルラ[6]、ウルムチ（コルラ経由）[7] (ATR 72)[3]

## 註釈・参考資料
1. ↑  Airports in China from AirfieldMaps.co.uk
2. ↑  ZWCMの空港情報 - Great Circle Mapper.
3. 1 2  且末機場簡介（新疆機場集団）
4. 1 2 3  踏勘工作組赴且末進行機場遷建選址調研工作（民航資源網）
5. ↑  新疆且末県擬投資約4億元 啟動機場遷建工程（民航資源網）
6. ↑  (IQM) Qiemo Airport Departures, Arrivals, and Information
7. ↑  且末航班時刻表(飛友網)